# 指輪 (navy&ivoryの曲)
「指輪」（ゆびわ）は、日本の音楽グループ・navy&ivoryの1枚目のシングルである。2005年2月23日発売。発売元はコロムビアミュージックエンタテインメント。

## 概要
- 2008年11月18日、「指輪」が日本テレビ系『誰も知らない泣ける歌』で紹介され、放送後にレコチョクの着うたランキングで1位を獲得する[1][2]。
- 2012年7月30日、「指輪」が日本テレビ系『人生が変わる1分間の深イイ話』において「加藤茶が結婚式で流した曲」として紹介され、放送後にレコチョクのデイリー総合ランキングで1位を獲得する[1][2]。
- 2012年8月時点で、「指輪」の音楽配信での売上は累計180万ダウンロード以上を記録[2]。

## 収録曲
1. 指輪(6:13)
2. 恋をはじめよう(4:11)
3. 最愛(5:56)
キヤノン「デジタルビデオカメラ」CMソング
4. 指輪（カラオケ）(6:17)

全曲作詞・作曲：吾郷水木生、編曲：松本孝浩

## 収録アルバム

### 指輪
- オリジナル『恋愛の樹』（2005年4月20日）
- オムニバス『誰も知らない泣ける歌　オフィシャル・コンピレーションアルバム』（2009年2月18日）
- オムニバス『日本テレビ系「誰も知らない泣ける歌」オフィシャル外伝コンピレーションアルバム　もらい泣き篇』（2009年2月18日）
- ベスト『泣けるほど好きな人～シングルコレクション＋カバーコレクション～』（2009年2月25日）
- オムニバス『i ～ずっと、ずっと、愛してる～』（2009年3月4日）

### 最愛
- オリジナル『恋愛の樹』（2005年4月20日）
- ベスト『泣けるほど好きな人～シングルコレクション＋カバーコレクション～』（2009年2月25日）